# Apherusa retovskii
Apherusa retovskii is een vlokreeftensoort uit de familie van de Calliopiidae. De wetenschappelijke naam van de soort is voor het eerst geldig gepubliceerd in 1934 door Gurjanova.